# ロマンシュ語
ロマンシュ語（ロマンシュご、  rumantsch, rumàntsch,  romauntsch,  romontsch）は、インド・ヨーロッパ語系統のロマンス語派に属するレト・ロマンス語群に属する言語。スイス連邦において、ドイツ語、フランス語、イタリア語とならび、第4の国語として認められている。これは2000年に制定されたスイス連邦新憲法においても変わりはない。
ただし、スイス全域で使用出来る公用語としての地位ではなく、南東部にあるグラウビュンデン州のアルプス北山麓の渓谷地などきわめて限られた土地でしか使用されていない。2012年の国勢調査では、約3万6600人がロマンシュ語を「一番堪能である言語」として掲げたが、「日常的に使用する諸言語の一つ」と答えたのは（2000年の調査時点で）6万人強である。話者数は総人口の0.5%に満たないが、グラウビュンデン州では法定の公用語となっている。使用人口を年齢別に見た場合多くが高齢層であるが、ロマンシュ語圏に属する116の自治体の中で、98の自治体が小学校・中学校の教育をロマンシュ語で行っているなど、スイス政府は様々な政策で言語の保存を試みている。
スイスの紙幣はロマンシュ語を含めた4言語表記である。

## 言語学上の特徴
言語の響きはイタリア語にほど近いが、イタリア語ほど母音過多ではなく、語彙などの分布はフランス語に共通する。最も地理的に近いドイツ語は、ロマンシュ語とは語派が異なるゲルマン語派にもかかわらず、この言語に大きな影響を及ぼしている。
ロマンシュ語が最終的に標準化されたのは1982年とかなり最近になってからのことで、その際に正書法の見直しが行われ、それまで使用されてきたいわゆる「奇妙な」綴り字（tgなど）から、よりヨーロッパ諸言語の綴り字方法に近い正書法が確立された。

## 五大方言と新共通語

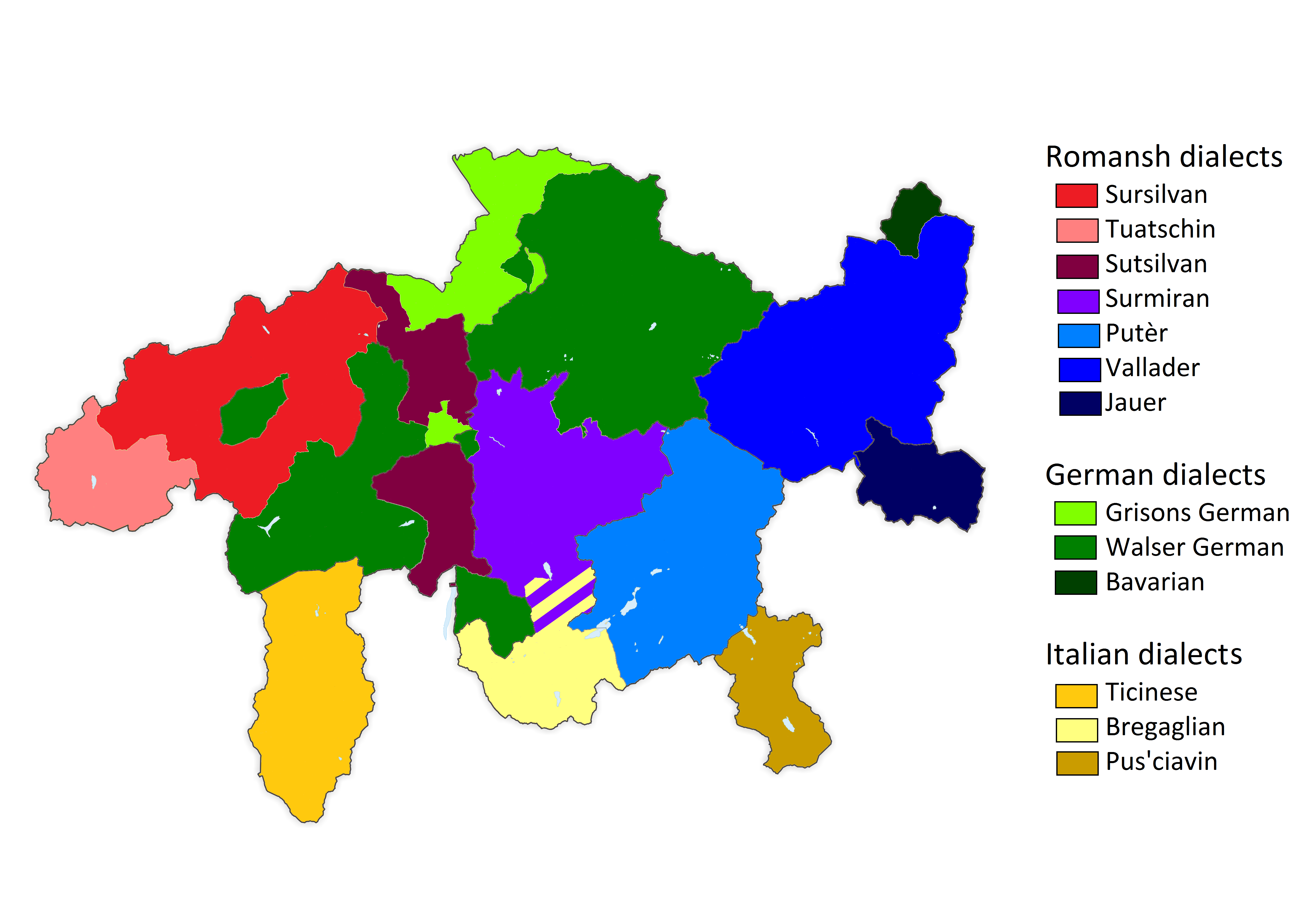
グラウビュンデン州の言語分布。赤青紫などがロマンシュ語の地域

ロマンシュ語には五大方言があり、それぞれが大切に扱われてきた。スルシルヴァン方言（Sursilvan）、スツィルヴァン方言（Sutsilvan）、プテール方言（Putèr）、スルミラン方言（Surmiran）、ヴァラデル方言（Vallader）である。しかしそれでは不便な面もあるので、1982年以降、おもに言語学者ハインリッヒ・シュミット（Heinrich Schmid、1921-1999）によって後述の共通ロマンシュ語「ルマンチ・グリシュン」（Rumantsch Grischun、「グリシュン州のロマンシュ語」の意味）が提案されて、賛否両論で侃々諤々の議論の末、2010年代にはこれを育てて行こうとする方向へ向かってはいる。

## 歴史

### 起源と近代までの発展
ロマンシュ語は、紀元前15年のローマ人によるグリソン地域、即ち現代のグラウビュンデン州の征服に続いて、ローマの兵士、商人、役人によってこの地域にもたらされた話し言葉のラテン語に由来する。それ以前は、住民はケルト語とラエティア語を話していたが、ラエティアの言語は主にエンガディン地方低地の渓谷で話されていたようである。これらの言語の痕跡は、チュリン、シュクオル、サヴォニン、グリヨン、ブロイル＝ブリゲルス、ブリエンツ＝ブリンツァウルス、プレッティガウ＝パルテンツ、トゥルンなどの村の名前を含む地名に主に残っている。さらに、ロマンシュ語ではラテン語以前の少数の単語が生き残っており、主に動物、植物、およびアルプス山脈特有の地質学的特徴に関するものである。
(後略)

### 19世紀から20世紀にかけてのロマンシュ語
ナポレオン・ボナパルトのナポレオン調停法により、グリソンは1803年にスイスの州(カントン)になった。州憲法は1892年に制定された。グリソンが 1803年にスイスの一部になったとき、人口は約 73,000 人で、そのうち約 36,600 人がロマンシュ語を話す人であった。 —彼らの多くは単一言語であり、主にロマンシュ語を話す谷間に住んでいた。16世紀以来ほぼ安定していたドイツ語との言語境界は、ますます多くの村がドイツ語に移行するにつれて、再び動き始めた。原因のひとつは、グリソンがスイスの州として認められたことで、ロマンシュ語話者がドイツ語話者と頻繁に接触するようになったことである。もうひとつの要因は、常にドイツ語を行政用語として使用していたグリソンの中央政府の力が強まったことである。さらに、多くのロマンシュ語話者はドイツ語を話す大都市に移住し、ドイツ語話者はロマンシュ語の村に定住した。さらに、経済の変化は、ほとんどが自給自足であったロマンシュ語を話す村が、ドイツ語を話す地域とのより頻繁な通商に従事することを意味した。また、インフラの改善により、旅行や他の地域との連絡が以前よりもはるかに容易になった。
最後に、観光の台頭により、多くの分野でドイツ語の知識が経済的に必要なものになったが、ロマンシュ語の伝統的な領域であった農業部門はあまり重要ではなくなった。これらすべては、ロマンシュ語話者にとってドイツ語の知識がますます必要になり、ドイツ語がますます日常生活の一部になったことを意味した。ほとんどの場合、ドイツ語は脅威ではなく、自国の地域外でのコミュニケーションの重要な資産と見なされていた。一般の人々は、ドイツ語を学ぶためのより良い環境を頻繁に要求した。公立学校が出現し始めたとき、多くの地方自治体は、町がまだロマンシュ語を話していた1833年にドイツ語が学校教育の言語になったイーランツ＝グリヨンの場合のように、指導の媒体としてドイツ語を採用することを決定した。
(中略)
20世紀にわたるロマンシュ語の衰退は、スイスの国勢調査の結果を通して見ることができる。ロマンシュ語圏の地域のドイツ化は、話者率の減少原因の一部にすぎない。なぜならロマンシュ語を話す渓谷では常に、州の他の地域よりも全体的な人口増加率が低かったためである。
| 西暦 | ロマンシュ語話者 (実数) | ロマンシュ語 % | ドイツ語 % | イタリア語 % |
| ---- | ----------------------- | -------------- | ---------- | ------------ |
| 1803 | 36,700                  | c. 50%         | c. 36%     | c. 14%       |
| 1850 | 42,439                  | 47.2%          | 39.5%      | 13.3%        |
| 1880 | 37,794                  | 39.8%          | 46.0%      | 13.7%        |
| 1900 | 36,472                  | 34.9%          | 46.7%      | 16.8%        |
| 1920 | 39,127                  | 32.7%          | 51.2%      | 14.8%        |
| 1941 | 40,187                  | 31.3%          | 54.9%      | 12.8%        |
| 1960 | 38,414                  | 26.1%          | 56.7%      | 16.1%        |
| 1980 | 36,017                  | 21.9%          | 59.9%      | 13.5%        |

(後略)

### 共通ロマンシュ語

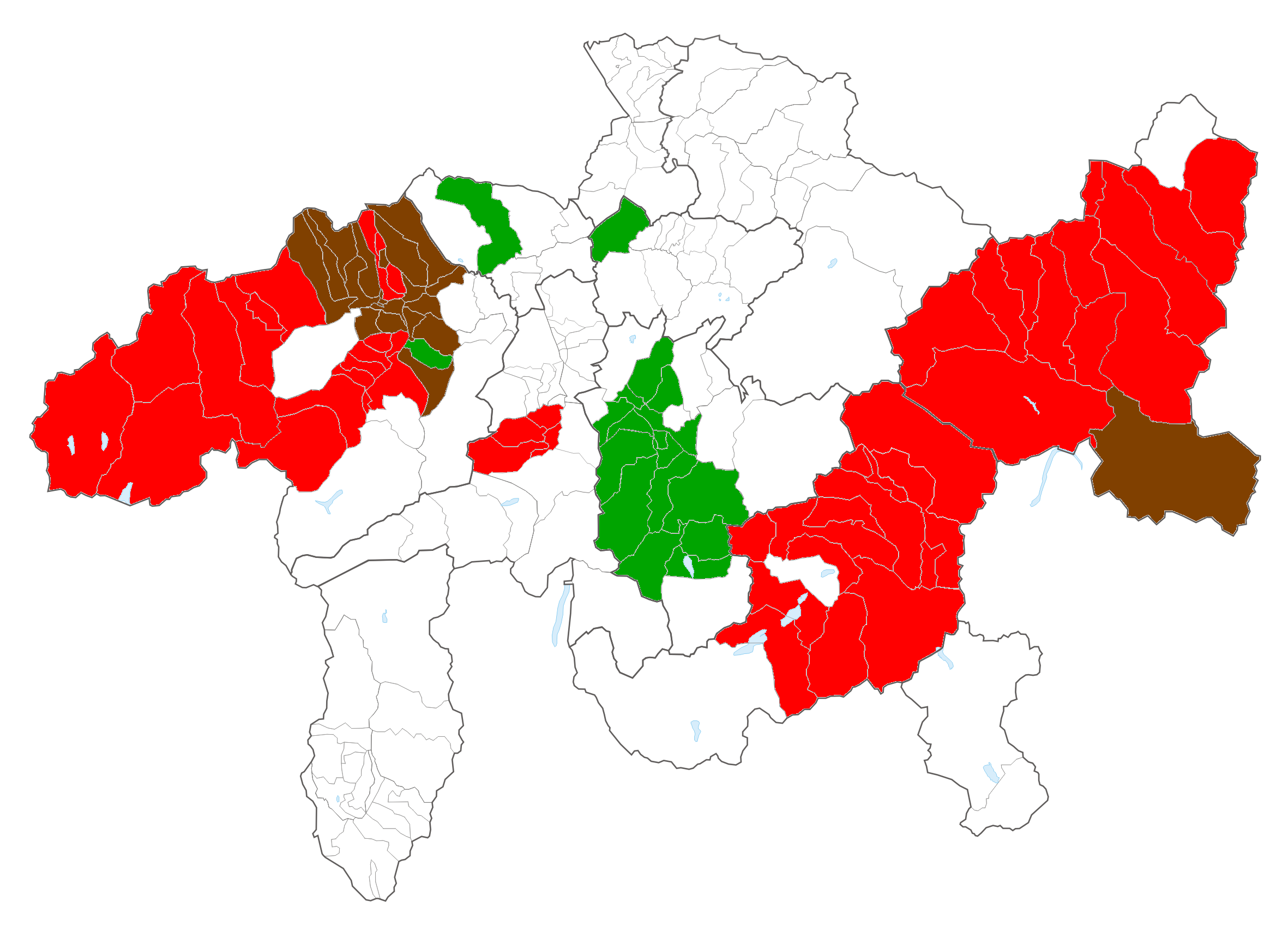
学校教育におけるロマンシュ語の採択状況
共通ロマンシュ語を採択した自治体
その地方の方言を採択した自治体
一時共通ロマンシュ語を採択したものの、後に方言に変更した自治体（2013年9月時点）

共通ロマンシュ語は、上記の五大方言のうち特に活発に用いられているヴァラデル方言、スルミラン方言、スルシルヴァン方言の3つの方言に基づき、これら3方言より最大公約数的な共通項が拾い出される形で人工的に構築されたものである。
正書法は従来グラウビュンデンで行われてきた文学作品の綴り方に準拠したものとなっており、例えば/t͡ɕ/という発音を表記する際に、a、o、uの前においてはウンターエンガディンで使用されていた ch の綴りを、またi、eの前ではスルシルヴァン方言やスルミラン方言で用いられていたtgの綴りをそれぞれ採用している。また、『レツァ・ウッフェルの妥協』と称される規則により、cheおよびchiはそれぞれ/ke/、/ki/のように発音される。一方で特定の地方でのみ用いられている発音や文字は排される傾向にあり、エンガディン地方の方言に見られる[ö]や[ü]といった文字や、スルシルヴァン方言に見られる二重母音/ja/のような各地域特有の音韻や文法は共通ロマンシュ語には取り込まれなかった。
- GiaをGie、èをeiと表記
- dumonda（問題）をdamondaと表記

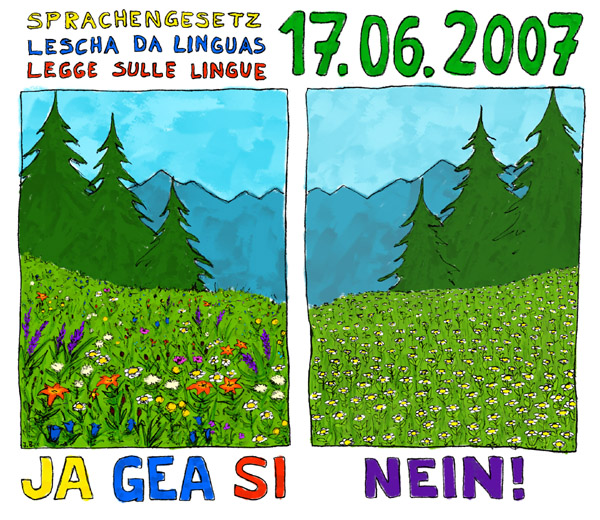
グラウビュンデン州の言語法案に対する発議のポスター

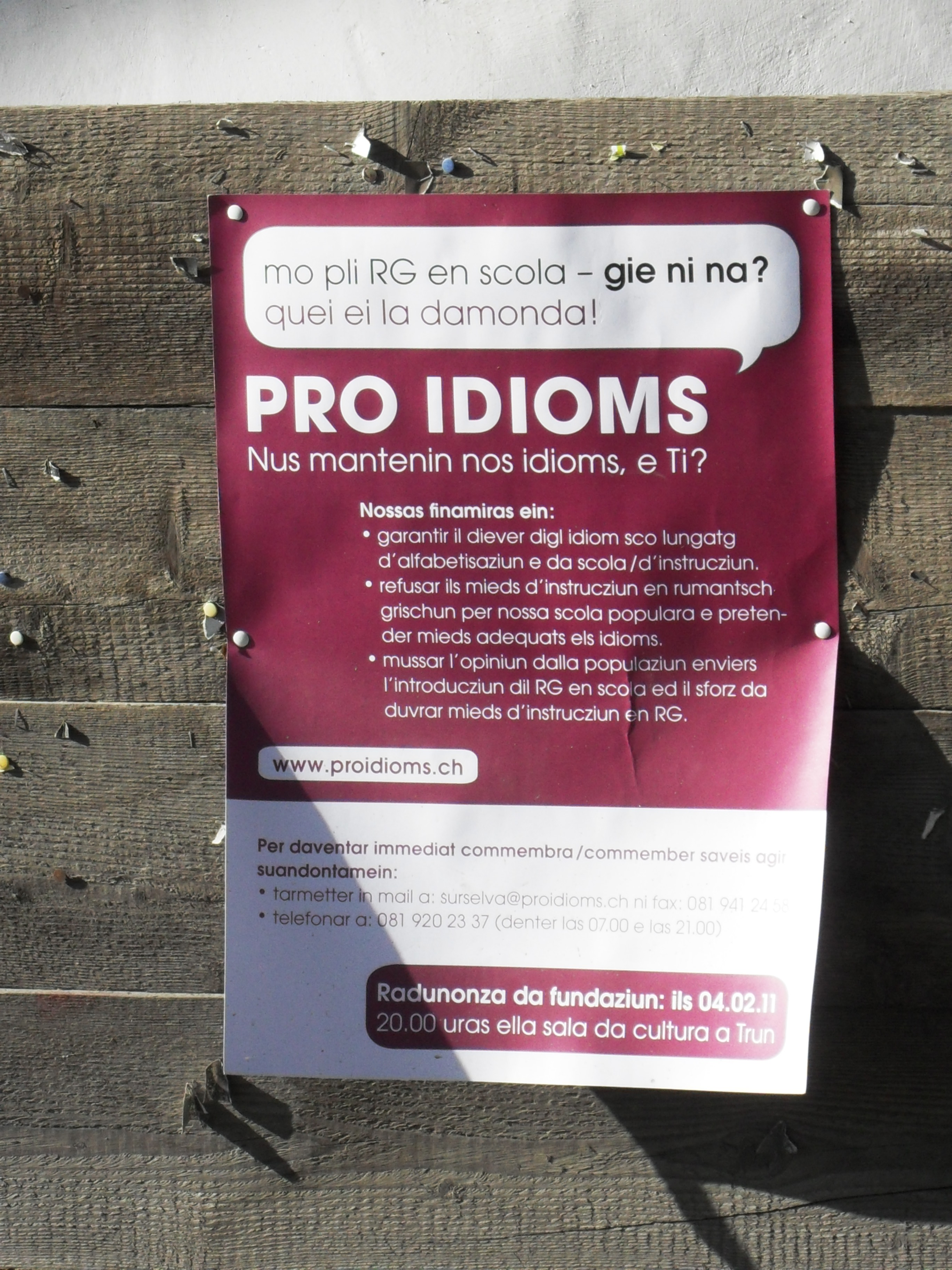
共通ロマンシュ語に対する反対運動の例。学校教育の場への共通ロマンシュ語導入に反対する団体Pro Idiomsによる、スルシルヴァン方言によるポスター。共通ロマンシュ語との明らかな表記上の差異の例として以下のようなものがある。

2001年、グラウビュンデン州はこの共通ロマンシュ語を州の公式の文章語として採用し、連邦政府ともども刊行物に使用し始めた。民間の刊行物や電子メディアにおいては依然として各地方の方言が優勢であるものの、共通ロマンシュ語も地域を超えた環境下においては徐々に使用頻度が増してきている。例えばLia Rumantschaのウェブサイトやロマンシュ語最大級の辞書Dicziunari Rumantsch Grischun、スイス歴史事典ロマンシュ語版などはロマンシュ語話者全体を対象にしている事から共通ロマンシュ語で記述されている。対照的に文学作品では未だにほとんど方言のみで書かれ、教会においても同様である。
共通ロマンシュ語は今日ではグラウビュンデン州立の学校においても教えられ、地方自治体との共同経営の初等学校においても2000年代には州政府が共通語教育を推進していた。初等学校における教育言語の決定権は地方自治体に委ねられており、2009年度及び2010年度に共通ロマンシュ語を選択した自治体は全体の約半数に当たる40自治体に上った。これらの地域は元々共通ロマンシュ語に非常に近い方言が用いられている地域（州中央部）や文語と口語の乖離が進んでいた地域（ウンターエンガディン地方）、あるいはドイツ語に押されつつあった地域（クール西方ライン川流域）である。
しかしながらこのような共通ロマンシュ語推進政策は各地の方言話者達の間で物議を醸すものであった。2003年にはグラウビュンデン州政府により、2005年以降ロマンシュ語圏で用いる教材としては共通ロマンシュ語によるもののみを新規に発刊する、という決定がなされていたが、これは各地方で反対運動を過熱化させる一方であった。結果、2011年には一度は共通ロマンシュ語導入に踏み切った自治体のうち14の自治体が教授言語を地域の方言に戻すことにしてしまった。これを受けて、2011年12月にはグラウビュンデン州議会はこれまでの方針を改め、再び五大方言に基づくロマンシュ語教材を再導入する決定を行った。州政府評議会委員のマルティン・イェーガーは、学校に自発的に共通ロマンシュ語を取り入れさせようとして実行されてきた州の政策が失敗に終わった事を認めている。2020年7月24日には最後まで共通ロマンシュ語を採用していた地域のひとつスルセスにおいても、住民からの発議の結果として教授言語を地元のスルミラン方言に戻すことを決定した。

#### 例
各方言の対応表。
| 日本語 | Sursilvan | Sutsilvan | Surmiran | Putér    | Vallader  | Rumantsch Grischun | ラテン語 | イタリア語      |
| ------ | --------- | --------- | -------- | -------- | --------- | ------------------ | -------- | --------------- |
| 金     | aur       | or        | or       | or       | or,aur,ar | aur                | aurum    | oro             |
| 硬い   | dir       | dir       | deir     | dür      | dür       | dir                | dūrus    | duro            |
| 目     | egl       | îl        | îgl      | ögl      | ögl       | egl                | oculus   | occhio          |
| 軽い   | lev       | leav      | lev      | liger    | leiv      | lev                | levis    | leggero         |
| 三     | treis     | tres      | treis    | trais    | trais     | trais              | trēs     | tre             |
| 雪     | neiv      | nev       | neiv     | naiv     | naiv      | naiv               | nix      | neve            |
| 車輪   | roda      | roda      | roda     | rouda    | rouda     | roda               | rota     | ruota           |
| チーズ | caschiel  | caschiel  | caschiel | chaschöl | chaschöl  | chaschiel          | caseus   | formaggio,cacio |
| 家     | casa      | tgeasa    | tgesa    | chesa    | chasa     | chasa              | casa     | casa            |
| 犬     | tgaun     | tgàn      | tgang    | chaun    | chan      | chaun              | canis    | cane            |
| 脚     | comba     | tgomba    | tgomma   | chamma   | chomma    | chomma             | camba    | gamba           |
| 鶏     | gaglina   | gagliegna | gagligna | gillina  | giallina  | giaglina           | gallus   | gallo           |
| 猫     | gat       | giat      | giat     | giat     | giat      | giat               | cattus   | gatto           |
| 皆     | tut       | tut       | tot      | tuot     | tuot      | tut                | tōtus    | tutto           |
| 形     | fuorma    | furma     | furma    | fuorma   | fuorma    | furma              | fōrma    | forma           |
| 私     | jeu       | jou       | ja       | eau      | eu        | jau                | ego      | io              |

## マスメディア
テレビ放送の放送枠は少ないが僅かながら存在しており、スイスドイツ語圏の国営放送が毎日17時40分にニュース番組、そして週に一度ドキュメンタリー映画をロマンシュ語で放送している。更にスイスでは頻繁に行われる国民投票に当たって、討論番組も放送されている。テレビの他には、国立ロマンシュ語ラジオ「Radio Rumantsch」と民間ラジオ「Radio Engiadina」がロマンシュ語で放送される。「La Quotidiana」というロマンシュ語の日刊新聞が1997年に設立され、Südostschweiz新聞社によって出版されている。「Posta Ladina」はエンガディン地方の新聞で、部分的にロマンシュ語のVallader方言およびPutèr方言を用いる。週に3回出版されている。
このほか、スイスの国立放送局の建物内の表記（スタジオ、放送室、出入口、トイレなど）は基本的にロマンシュ語を含めてドイツ語、フランス語、イタリア語とともに4言語表記されている。

## イタリアにおけるレト・ロマンス諸言語
ロマンシュ語と親類関係にある同じレト・ロマンス言語群に属する言語で、現在も使用されているものに、イタリア北部のドロミテ山岳地帯で話されているラディン語、および、イタリア北東部とスロベニアの国境付近のフリウーリ地方で話されているフリウリ語がある。後者は50万人の話者を持ち、レト・ロマンシュ言語群では最大であるが、スイスにおける公用語のような地位はイタリアでは獲得していない。

## 正書法

### アルファベット順と音素

#### アルファベット順
主に24文字が使用される。
A, B, C, D, E, F, G, H, I, J, K, L, M, N, O, P, Q, R, S, T, U, V, (W), X, (Y), Z.
WとYは外来語や借用語を除いて通常使用されない。

#### 発音

##### 母音
ロマンシュ語の母音には長短の区別がある。（簡単のため、本項では明記しない。）
- a, i : ローマ字読み同様の「ア」「イ」
- é, è, ê :
  - /e/, /ɛ/ (最後の音節で、発音しないeでは無いことを明示する時、あるいは同音異義語を区別する時に使われる)
  - ヴァラデル方言では、[é]は使用されず、[è]が閉音をあらわす。
- e :
  - /e/, /ɛ/
  - 語尾が -el, -em, -en, -er (単音節は別)の時 : 発音しない（フランス語の[e]と同じ）
- ö (エンガディン方言) : /ø/ (ドイツ語と同じ。フランス語の[eu]に対応)
- ü (エンガディン方言) : /y/ (ドイツ語と同じ。フランス語の[u]に対応)

多くの二重母音は、書かれる通りに発音する。
強勢アクセントははっきり発音され、最後の2母音のどちらかにある。例えばヴァラドル方言では、sandà "健康"は最後の音節に、sonda "土曜日"は最初の音節にアクセントが置かれる。pajanはどちらのケースもある。
強勢アクセントは、辞書や文法書で、母音の下に点で表示される。

##### 子音
- b, d, f, k, l, m, n, r, t, v : ローマ字と同じ。
- c :

1. a, o, uの前 : /k/ (カ行)
2. e, iの前 : /ʦ/ (ツァ行)

- ch :

1. エンガディン方言 : /ʨ/ 口蓋化したチャ行の音。
2. スルシルヴァン、ストシルヴァン、スルミラン方言(e,iの前) : /k/　(カ行)

- dsch (エンガディン方言) :

1. 原則 : /ʤ/ (ジャ行に近い)
2. ドイツ語の影響で、しばしば /ʧ/ (チャ行に近い)と発音される。

- g :

1. a, o, uの前 : /ɡ/ (ガ行)
2. e, i, ö, üの前 : /ʥ/ (ジャ行)

- - tgに対応した有声音である。
  - ヴァラデル方言では、語頭で、半母音 /j/ (ヤ行)の音になる。
- gl (i, üの前と語尾), gli (a, e, o, uの前) : /ʎ/ (リャ行)。

例: glima « 石灰 », egl (エンガディン方言ではögl) « 目 ».
- gn : /ɲ/ (ニャ行) : muntogna « 山 »)
- h :

1. 語頭 : 一般的には発音しないが、ドイツ語由来の言葉は除く
2. 母音と母音の間 (スルシルヴァン方言)、語末(プテル方言) : 有気音

- j : /j/ (ヤ行、半母音)
- qu' : /kw/ (クヮ行、イタリア語のquattro, quiの様な音)
- s :

1. /s/ 無声のs、母音の間に挟まれた時のみ。 : (ヴァラデル方言) ses « 6 », sesanta « 60 » ; (スルシルヴァン方言) sis, sissonta ; (グリゾン方言) sis, sessanta.
2. /z/ 有声のs、語頭の場合。 : rosa (エンガディン方言 rösa) « 薔薇 », sut (エンガディン方言 suot) « ～の下で ».
3. 無声子音の前 (語中に限る) : /ʃ/ (シャ行) : festa (スルシルヴァン方言 fiasta) « 祭 »。 /fɛʃta/ (フェシュタ)、/fjaʃta/ (フィヤシュタ)と発音。 sco (プテル方言 scu) « ～の様に »。/ʃko/ (シュコ), /ʃku/ (シュク)と発音する。
4. 有声子音の前 : /ʒ/ (ジャ行) : エンガディン方言 sdun « スプーン » (スルシルヴァン方言とグリゾン方言では„tschadun“)。/ʒdun/ (ジドゥン)、/ʧadun/ (チャドゥン)と発音。

- sch :

1. 無声のsch: /ʃ/ (シャ行) : schanza « 機会 », sche (エンガディン方言ではscha) « もし », nascher (スルシルヴァン方言ではnescher、最初の音に強勢) « 生む » 。
2. 有声のsch: /ʒ/ (ジャ行) : Grischun (名詞 : グリゾン州の住民), grischun (形容詞 : グリゾン州の), schanugl (エンガディン方言ではschnuogl) « 膝 »

- s-ch (エンガディン方言) : sch + 口蓋化したtch (参考: 無声子音の前、エンガディン方言でのch音の下のルール)
- tg (スルシルヴァン、ストシルヴァン、スルミラン、グリゾン方言) : /tç/ (チャ行)。ドイツ語のPlättchenと比較して、ロマンシュ語では一つの音となる。フランス語の、ti,tuの子供発音に近い。
- tsch : フランス語の« match »に近い。ch、あるいはtgとは異なる音。
- z :

1. ts
2. dz

##### 備考
- 文字gとlはa,e,o,uの前では別々に発音され、i, üの前でのみ例外となる。
  - Glatsch « 氷 » /glaʧ/
  - (スルシルヴァン方言) Gliergia (プテル方言) Glüergia、Gloria « 栄光 »の各方言
- gとnが別々に発音される場合がある。ロマンシュ語のmagnet (ドイツ語) « 磁石 ».
- ロマンシュ語の単語でフランス語に対応する単語がある場合、schの発音は予測できる。以下の例に見られる様に、単語がフランス語の無声のs、ssまたはchに対応する場合、ロマンシュ語では無声のschになる。フランス語の有声のsまたはgに対応する場合、ロマンシュ語では有声のschになる。
- ラディン方言（ヴァラデル、プテル）のs-ch音のグループは、他のロマンシュ語方言やグリゾン方言ではstgと書かれる。
- グリゾン方言では、/tç/の音は普通tgと書かれるが、aの前で語頭であればchと書かれる。これは、既に存在していたロマンシュ諸語の書法に合わせた結果である。例えば、(ヴァラデル方言) chüna, (スルミラン方言) tgegna, (スルシルヴァン、グリゾン方言) tgina « 発祥地 »と書かれる一方、  (ヴァラデル方言) chasa, (スルミラン方言) tgesa、(スルシルヴァン方言) casa, (グリゾン方言) chasa « 家 »と書かれる。